# A Skorpió jegyében
A Skorpió jegyében (a teljes cím dánul:  Agent 69 Jensen i Skorpionens tegn) a vígpornó-irányzatot képviselő Stjernetegnsfilm (Csillagjegy-film) sorozat egyik darabja.

## Cselekmény
A dán titkosszolgálat emberei egy zsömlébe rejtett mikrofilmet próbálnak eljuttatni a CIA-hoz, amelyet a Skorpió nevű gengszter megkísérel ellopni, hogy átadja azt egy arab sejknek. A történet a szokásos vígjátéki elemekkel operál, mint például személyek összetévesztése, három azonos kinézetű táska kicserélése vagy arcba nyomott habostorták.
A film érdekessége, hogy Ingmar Bergman svéd filmrendező lánya, Anna Bergman is játszik benne, őt azonban a szexjelenetkben testdublőr helyettesíti.

## Szereplők
- Ole Søltoft
- Poul Bundgaard
- Anna Bergman
- Karl Stegger
- Judy Gringer
- Else Petersen
- Søren Strømberg
- Gina Janssen
- Bent Warburg
- Birger Jensen
- Arthur Jensen
- Kate Mundt
- Ib Mossin
- Torben Bille